# Mindre purpurmätare
Mindre purpurmätare (Lythria cruentaria) är en fjäril i familjen Geometridae (mätare). Den är en mycket färggrann mätare, framvingarna är vanligen ockragula, med en lite lätt olivgrönaktig ton, och har två tvärgående purpurfärgade band. Dessa band kan vara mer eller mindre breda, hos vissa individer dominerar purpurfärgen, medan andra har smalare band och mer gula vingar.
Det yttersta tvärbandet på framvingen är det bredaste. Det är uppdelat i två linjer, som ofta går ihop, förutom nära framvingens kant. Bakvingarna är mer orangefärgade och har endast ett mycket svagt tvärgående band. 

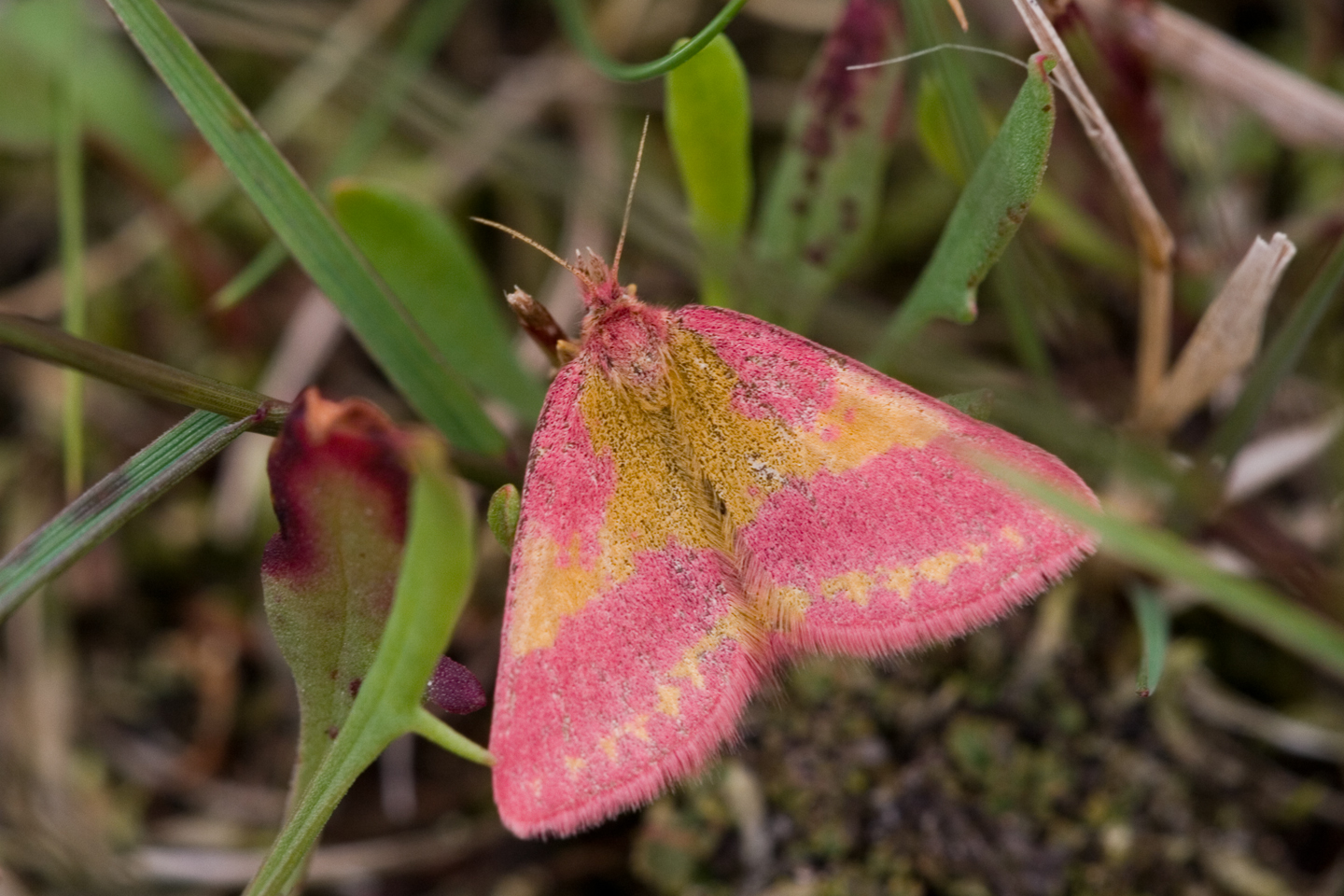
På denna hona dominerar purpurfärgen på vingarna.

Vingbredden är cirka 20-24 millimeter. Hanarna kan skiljas från honorna på sina fjäderlika antenner.
Mindre purpurmätare finns i Europa och österut till Centralasien. I Sverige är den rödlistad som nära hotad.

## Levnadssätt
Den mindre purpurmätaren lever som larven främst på bergssyra, men ibland även på ängssyra. Dess livsmiljö är soliga och öppna områden där dess värdväxter förekommer. 
Torra ängar och ruderatmarker hör till de habitat där arten kan trivas och igenväxning av sådana områden, till exempel genom att traditionell hävd genom bete upphör, eller på grund av övergödning eller plantering av skog hör till de hot som finns mot arten.
Två generationer kan hinna flyga per år. Den andra generationen har det karaktäristiska utseendet, men individer i den första generationen kan ha ett avvikande utseende och vara mindre och sotfärgade. Den ses främst flyga på dagen, ganska sällan på kvällen. Honan lägger äggen ett och ett på värdväxten, eller så lägger hon äggen som i en liten stapel på varandra. När äggen har kläckts börjar larverna äta av värdväxten. De larver som ska övervintra gör det i puppstadiet. Förpuppningen sker på marken.